# Jan van Hugtenburg

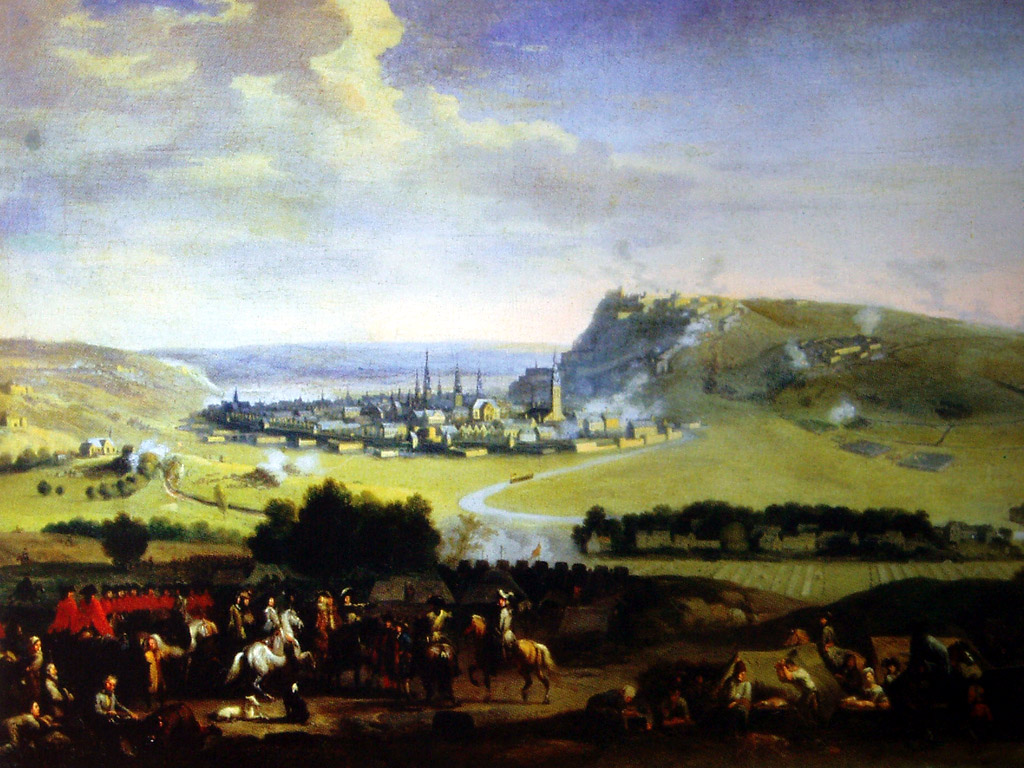
Belägringen av Namur 1695.

Jan van Hugtenburg, född 1646, död 1733, var en nederländsk målare. Han var bror till Jacob van Hugtenburg.
Hugtenburgs målningar, huvudsakligen med motiv från slagfält, rytterifäktningar och lägerliv, visar starkt släktskap med Philips Wouwermans. I Italien utförde han stora bataljmålningar för prins Eugen av Savojen. Arbeten av Hugtenburg finns bland annat på Statens Museum for Kunst och Nationalmuseum.